# فری اینوکنیسیو
فری اینوکنیسیو (به پرتغالی: Frei Inocêncio) یک منطقهٔ مسکونی در برزیل است که در میناز ژرایس واقع شده‌است. فری اینوکنیسیو ۹٬۶۶۴ نفر جمعیت دارد.